# Gumtree.com
Gumtree ist ein von eBay erworbener Markenname von städtischen Online-Kleinanzeigen-Portalen. Die Kleinanzeigen sind je nach Produktkategorie und Standort kostenlos oder kostenpflichtig.

## Geschichte
Gumtree wurde im März 2000 von Michael Pennington und Simon Crookall als lokale Londoner Kleinanzeigen- und Community-Webseite gegründet, um vor allem englischsprachige Einwanderer aus Australian, Neuseeland und Südafrika einen Überblick über frei gewordene Unterkünfte, neue Arbeitsstellen oder Kontakte in London zu bieten. Der Begriff Gumtree ("Gummibaum"), wurde als ein australisches Synonym für den Eukalyptusbaum als Name gewählt, da zumindest die Gattung in allen drei Ländern vorkommt.
Im September 2004 startete Gumtree eine polnische Seite. Im Mai 2005 wurde Gumtree von ebay aufgekauft. Im selben Monat eröffnete Gumtree ein Büro für den deutschen Markt in Berlin. Noch im selben Jahr wurden durch Büros in Mailand und Rom ein italienisches Portal eröffnet. Zwei Jahre später expandiert Gumtree mit Büroeröffnungen in New York, Boston und Chicago in die USA.

## Rezeption
Im Juni 2013 wurde auf Gumtree eine Anzeige geschaltet, die einem Untermieter eine mietfreie Unterkunft anbietet, der bereit ist, sich wie ein Walross zu kleiden und zu benehmen. Die Anzeige wurde auf verschiedenen Websites wie BuzzFeed und Mashabl geteilt und fiel dem Regisseur Kevin Smith auf, der die Anzeige als Inspiration für seinen Film Tusk aus dem Jahr 2014 verwendete.